# Фролова, Наталия Васильевна
Наталья Васильевна Фролова (октябрь 1907, Баку — 18 июля 1960, Москва) — известный геолог и петрограф, кандидат геолого-минералогических наук, основатель Восточно-Сибирской (Иркутской) петрографической школы, выдающийся исследователь докембрия Сибири. Жена Е. В. Павловского.

## Биография
Родилась в октябре 1907 года в Баку в семье народовольца В. И. Фролова. В 1930 году закончила Московскую горную академию и стала горным инженером. В 1930-31 годы — начальник разведочной партии геологоразведочного бюро Красноуральского медеплавильного комбината, ведет разведку медистых колчеданов (халькопиритов). В 1932-33 годы руководит разведками кислотоупорных строительных материалов на Северном Кавказе близ Минеральных Вод. Напряжённая работа в 1934 году прерывается тяжелой болезнью. Заведовала лабораторией минералогического анализа в Геологическом институте АН СССР (1935).
В 1936 году работает со своим мужем, Евгением Владимировичем Павловским, соучеником по Горной академии. Их совместные работы первое время осуществлялись на юге Сибирской платформы, где по заданию нефтяных организаций проводилась детальная геологическая съемка с инструментальной привязкой перспективных горизонтов разреза нижнего кембрия. Совместные исследования затем осуществлялись на Алданском щите, где изучалась геология раннего докембрия, а также по заданию треста «Сибгеолнеруд» проводились поисково-разведочные работы на флогопит с оценкой запасов и перспектив развития слюдяной промышленности. 

Как и муж, Н. В. Фролова была ученицей В. А. Обручева. Как писала Мария Ивановна Поступальская в своей книге «Обручев»:
«Изредка навещали знакомые. Бывал Евгений Владимирович Павловский с женой — талантливым геологом Натальей Васильевной Фроловой. Умная, живая Наталья Васильевна была ученицей Обручева по Горной академии и очень тепло относилась к своему учителю. Они подолгу беседовали, порой вместе раскладывали пасьянсы, а когда Наталья Васильевна и Павловский закуривали, Обручев с удовольствием дышал табачным дымом, выходя в переднюю, куда удалялись курильщики».
В 1945 году Н. В. Фролова с мужем переехала в Иркутск, где начали работу на геологическом факультете Иркутского университета. В то время там работали: Н. А. Флоренсов, В. Н. Данилович, М. М. Одинцов, В. П. Солоненко, И. В. Арембовский.
В 40-е годы она первой в России и одной из первых в мире детально закартировала реликтовую слоистость в гранитах, сформировавшихся в процессе преобразования метаморфизованных осадочно-вулканогенных толщ (докембрийские гнейсограниты Алданского щита), заложив тем самым основы палеолитологической стратиграфии докембрийских ультраметаморфических комплексов. С 1946 года — кандидат геолого-минералогических наук. Защитить практически готовую докторскую диссертацию ей помешала тяжелая болезнь.
В 1956 г. Н. В. Фролова вернулась в Москву, работала в Геологическом институте АН СССР. Скончалась после продолжительной тяжелой болезни 18 июля 1960 года в Москве.

## Признание
В честь Н. В. Фроловой назван минерал «наталиит». По словам первооткрывателя минерала, геолога Леонида Зиновьевича Резницкого: 
«Второй минерал я назвал в честь великолепного геолога Натальи Васильевны Фроловой, москвички, долгое время проработавшей в Сибири. Но поскольку минерал фроловит уже был, мы камень назвали наталиит. В живых её уже не было, но её муж этому факту очень обрадовался».
В 1962 году вышла книга «Геология и петрология докембрия: Общие и региональные проблемы», изданная Восточно-Сибирским геологическим институтом АН СССР, и посвященная «памяти выдающегося исследователя докембрия Сибири Натальи Васильевны Фроловой».
Многие научные представления Н. В. Фроловой нашли подтверждение в последующих геологических и космогеологических исследованиях. Автор «Геологии гранита» Эмиль Раген назвал её «великолепной русской мадам Фроловой».

## Избранные труды
- Фролова Н. В. Петрография для геолого-разведочных техникумов / Н. В. Фролова. — Москва ; Ленинград : ОНТИ. Гл. ред. геол.-развед. и геодезич. лит., 1936
- Фролова Н. В., Клековкин Н. Ф. Стратиграфия архея Алданского массива и методика поисков и разведки алданских месторождений флогопита / Н. В. Фролова и Н. Ф. Клековкин; Ред. коллегия: В. И. Шиверский, Н. З. Ермолаев и Е. В. Павловский. — Алдан : Изд-во Алдан. экспедиции треста Сибгеолнеруд, 1945.
- Фролова Н. В. О наиболее древних осадочных породах Земли. К проблеме происхождения гранитов // Природа. 1950. № 9. С. 15-21
- Фролова Н. В. О происхождении гранитов архея Восточной Сибири // Изв. АН СССР. Сер. геол. 1953. № 1. С. 46-55
- Павловский Е. В., Фролова Н. В. Геологический очерк Лено-Ангаро-Байкальского водораздела. Геологический очерк средней части Лено-Киренгского междуречья / Акад. наук СССР. Ин-т геол. наук. — Москва : Изд-во Акад. наук СССР, 1955.
- Фролова Н. В. Вопросы стратиграфии, регионального метаморфизма и гранитизации архея Южной Якутии и Восточной Сибири // Геология и петрология докембрия. Тр. Вост.-Сиб. геол. ин-та АН СССР. 1962. Вып. 5. С. 7-49.
- Геология и петрология докембрия : Общие и региональные проблемы : [Сборник статей : Посвящается Н. В. Фроловой / Ред. коллегия: чл.-кор. АН СССР Н. А. Флоренсов (отв. ред.) и др.]. — Москва : Изд-во Акад. наук СССР, 1962.